# 2010年冬季奥林匹克运动会拉脱维亚代表团
2010年冬季奧林匹克運動會拉脫維亞代表團是拉脫維亞所派出的2010年冬季奧林匹克運動會代表團，共有58名運動員參加9個比賽項目，成為拉脫維亞有史以來最大的奧運代表團。最終獲得兩枚銀牌。